# Peder Oluf Pedersen
Peder Oluf Pedersen (Varde, 19 giugno 1874 – Copenaghen, 30 agosto 1941) è stato un ingegnere e fisico danese noto principalmente per il suo lavoro sull'elettrotecnica, per la sua collaborazione con Valdemar Poulsen nello sviluppo dei registratori a filo (da loro chiamato Telegraphone), per il suo convertitore ad arco, conosciuto come Trasmettitore ad Arco di Poulsen, e per il suo lavoro sulle correnti elettriche nella ionosfera.

## Biografia

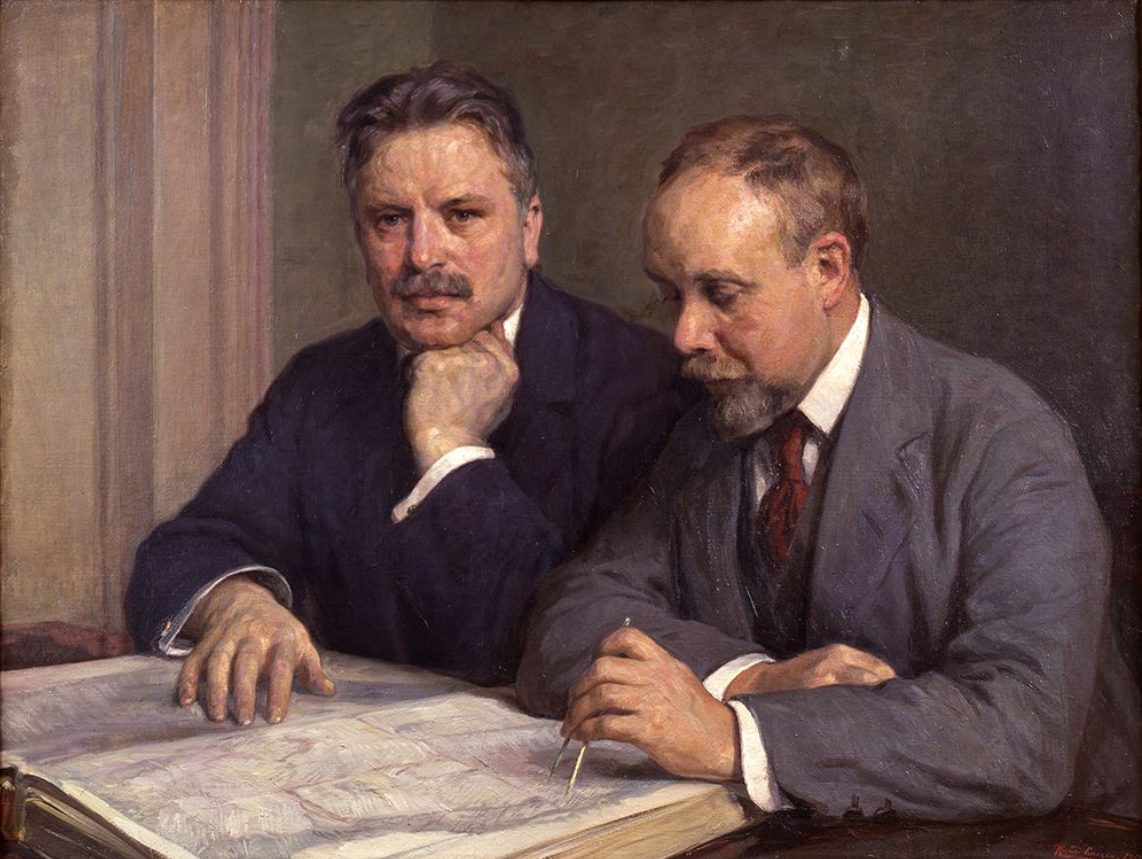
Valdemar Poulsen (a sinistra) e Pedersen (sulla destra) ritratti dal pittore danese Knud Larsen (1915).

Pedersen divenne professore di telegrafia, telefonia e radio nel 1912. Divenne direttore dell'Università tecnica della Danimarca (Den Polytekniske Læreanstalt) nel 1922, titolo che mantenne fino alla sua morte. Era un fellow dell'American Institute of Electrical Engineers ed era membro della Institution of Engineering and Technology britannica. Nel 1915 divenne fellow dell'Institute of Radio Engineers.
La prima espressione per la corrente di Pedersen fu formulata da Pedersen nel suo lavoro del 1927 The Propagation of Radio Waves along the Surface of the Earth and in the Atmosphere, dove sottolineò che il campo geomagnetico implica che la conduttività della ionosfera è anisotropica.
Fu candidato diverse volte al premio Nobel per la fisica (negli anni 1916, 1917, 1918, 1919, 1920, 1921, 1922 e 1923), senza mai conseguire il titolo.